# Evolution (김종국의 음반)
Evolution은 김종국 2집으로 알려져 있는 김종국의 정규 음반이다. 이 음반의 타이틀곡은 Feeling, 후속곡은 한 남자, 삼속곡은 중독이다. 2004년 6월 18일 발매되었다.
김종국의 대표곡 한 남자는 벅스 주간 차트 8주 연속 1위와 싸이월드 뮤직 연간차트 1위를 차지하게 된다.

## 수록곡
| #   | 제목                    | 작사   | 작곡                         | 편곡 | 재생 시간 |
| --- | ----------------------- | ------ | ---------------------------- | ---- | --------- |
| 1.  | 〈돌아와〉              | 이현도 | 이현도                       | 3:55 |           |
| 2.  | 〈용서해 기억해〉       | 윤사라 | 황세준                       | 4:40 |           |
| 3.  | 〈니가 원한 이별〉      | 안정훈 | 안정훈                       | 4:30 |           |
| 4.  | 〈Feeling〉             | 김성위 | 정진수                       | 3:41 |           |
| 5.  | 〈슬픔 바램〉           | 이현도 | 이현도                       | 3:53 |           |
| 6.  | 〈한 남자〉             | 조은희 | 황찬희                       | 4:18 |           |
| 7.  | 〈중독〉                | 메이비 | 김건우                       | 4:03 |           |
| 8.  | 〈그래요... 그래도...〉 | 윤사라 | 윤일상                       | 5:12 |           |
| 9.  | 〈Broken Heart〉        | 서정환 | Peter Rafelson, Jeff Vincent | 3:29 |           |
| 10. | 〈하루만〉              | 메이비 | 매드 소울 차일드             | 4:21 |           |
| 11. | 〈태양 가득히〉         | 이현도 | 이현도                       | 3:55 |           |
| 12. | 〈Tonight〉             | 김진용 | 박근철                       | 3:52 |           |
| 13. | 〈용서〉                | 메이비 | 박근철                       | 4:12 |           |
| 14. | 〈그대가 잠든 사이〉    | 조은희 | 황찬희                       | 4:24 |           |

## 같이 보기
- 김종국
- 김종국의 네번째 편지